# Gabriel Koch
Peter Gabriel Koch (født 20. december 1858 i Ribe, død 3. november 1922 på Finseninstituttet i København) var en dansk biskop, bror til Carl Koch og Laurids Johannes Koch.
Koch var søn af senere stiftsprovst Christian Frederik Koch, der på det tidspunkt var adjunkt på Ribe Katedralskole, og hustru Anna Emilie Eckardine født Balslev.Gabriel Koch var således også ud af præsteslægt på sin mødrene side, idet morfaderen var stiftsprovst og senere biskop i Ribe Carl Frederik Balslev Gabriel Koch blev student fra Viborg Katedralskole i 1876 og cand.theol. 1882.
Han fik Københavns Universitets guldmedalje 1885 og var sognepræst i Vildbjerg-Timring-Nøvling fra 1885 og i Herning fra 1889. I 1891 blev Koch gift med Bertha Gine Cæcilie Carstens. Samme år blev han provst, og han var forstander for Missionsskolen til uddannelse af Hedningemissionærer drevet af Det Danske Missionsselskab fra 1890-1901 , censor ved teologisk embedseksamen 1899-1902, sognepræst ved Vor Frue Kirke i Odense 1900 og biskop over Ribe Stift fra 1901. I 1920 blev han også biskop over Sønderjylland og 1922 biskop over Fyens Stift. Han nåede dog ikke at tiltræde dette embede, inden han døde.
Gabriel Koch er begravet på Ribe Kirkegård..
Koch blev ridder af Dannebrogordenen 1898, dannebrogsmand 1904 og kommandør af 2. grad 1912. Koch har skrevet de to småskrifter: Den saakaldt Syndfrihedslære (1901) og Bibelkritik (1902) samt bogen Præst og Menighed (1908) .